# Гарні дівчата їдуть до Парижа
«Гарні дівчата їдуть у Париж» (англ. Good Girls Go to Paris) — американська кінокомедія режисера Александра Голла 1939 року.

## Сюжет
Дженні Свонсон, офіціантка в кампусі коледжу, дуже хоче відвідати Париж. Завдяки англійському професорі Рональді Бруку, їй вдається здійснити свою мрію. Окрім оглядання пам'яток у французькій столиці, вона знайомиться з багатою родиною Брендів.

## У ролях
- Мелвін Дуґлас — Рональд Брук
- Джоан Блонделл — Дженні Суонсон
- Волтер Конноллі — Олаф Бренд
- Алан Кертіс — Том Бренд
- Джоан Перрі — Сільвія Бренд
- Ізабель Джинс — Кароліна Бренд
- Стенлі Браун — Тед Дейтон молодший
- Александр Д'Арсі — Пол Кінгстон
- Генрі Гантер — Денніс Джеферс
- Кларенс Колб — Тед Дейтон старший
- Говард С. Гікман — Джеферс — дворецький Брендів